# Премія Бояї
Міжнародна премія з математики імені Яноша Бояї (угор. Bolyai János nemzetközi matematikai díj) — математична премія, заснована Угорською академією наук та названа на честь угорського математика Яноша Бояї.

## Історія
Премія була заснована 1902 року і двічі вручалась до Першої світової війни, однак наступна премія, яка була запланована на 1915 рік так і не відбулась через війну. Тоді нагороду вручалась вченому, який здійснив найбільший вплив на розвиток математики за останні 25 років і складала 10 тисяч крон. 
1994 року премія була відроджена, а нагородження відбувається з 2000 року щоп'ятьроків. Премію присуджують за кращі монографії в області математики за останні 15 років. Нагорода складається 25 тисяч доларів премії та бронзової медалі. 

## Переможці
| Рік  | Лауреат премії | Країна          | За які роботи |
| ---- | -------------- | --------------- | --- |
| 1905 | Анрі Пуанкаре  | Франція         | За сукупністю робіт |
| 1910 | Давид Гільберт | Німеччина       | За сукупністю робіт |
| 2000 | Сахарон Шелах  | Ізраїль         | Монографія Cardinal Arithmetic (1994) ISBN 978-0-1985-3785-4                                                                |
| 2005 | Михайло Громов | Росія Франція   | Монографія Metric structures for Riemannian and non-Riemannian spaces (1999, перевидання 2001, 2006) ISBN 978-0-8176-4583-0 |
| 2010 | Юрій Манін     | Росія Німеччина | Монографія Frobenius manifolds, quantum cohomology, and moduli spaces (1999) ISBN 978-0-8218-1917-3                         |
| 2015 | Баррі Саймон   | США             | Монографія Orthogonal polynomials on the unit circle. Part 1. Classical theory (2005) ISBN 978-0-8218-3446-6                |
| 2020 | Теренс Тао     | США Австралія   | |